# Wereldkampioenschappen synchroonzwemmen 2019 – Solo technische routine
De technische routine voor solisten tijdens de wereldkampioenschappen synchroonzwemmen 2019 vond plaats op 12 en 13 juli 2019 in het Yeomju Gymnasium in Gwangju.

## Uitslag
Finalisten zijn de eerste 12 genoemde deelnemers, aangegeven met groen.
| Rang   | Land                        | Naam                | Voorronde | Voorronde | Finale        | Finale        |
| Rang   | Land                        | Naam                | Punten    | Rang      | Punten        | Rang          |
| ------ | --------------------------- | ------------------- | --------- | --------- | ------------- | ------------- |
| Goud   | Svetlana Kolesnitsjenko     | Rusland             | 94.1126   | 1         | 95.0023       | 1             |
| Zilver | Ona Carbonell               | Spanje              | 91.8259   | 2         | 92.5002       | 2             |
| Brons  | Yukiko Inui                 | Japan               | 91.7284   | 3         | 92.3084       | 3             |
| 4      | Marta Fiedina               | Oekraïne            | 90.6797   | 4         | 91.3014       | 4             |
| 5      | Jacqueline Simoneau         | Canada              | 89.1527   | 5         | 89.2932       | 5             |
| 6      | Linda Cerruti               | Italië              | 87.8093   | 6         | 88.0378       | 6             |
| 7      | Evangelia Platanioti        | Griekenland         | 86.1571   | 7         | 86.2921       | 7             |
| 8      | Vasiliki Alexandri          | Oostenrijk          | 85.3434   | 8         | 85.6098       | 8             |
| 9      | Vasilina Chandosjka         | Wit-Rusland         | 84.4333   | 9         | 84.4867       | 9             |
| 10     | Kate Shortman               | Verenigd Koninkrijk | 83.4981   | 10        | 83.9548       | 10            |
| 11     | Lara Mechnig                | Liechtenstein       | 81.3678   | 11        | 81.7811       | 11            |
| 12     | Noemi Peschl                | Zwitserland         | 81.0914   | 12        | 81.6587       | 12            |
| 13     | Mónica Arango               | Colombia            | 78.8804   | 13        | Uitgeschakeld | Uitgeschakeld |
| 14     | Marlene Bojer               | Duitsland           | 78.4601   | 14        | Uitgeschakeld | Uitgeschakeld |
| 15     | Lee Ri-young                | Zuid-Korea          | 77.4921   | 15        | Uitgeschakeld | Uitgeschakeld |
| 16     | Chonzodachon Tosjkhoejajeva | Oezbekistan         | 76.1548   | 16        | Uitgeschakeld | Uitgeschakeld |
| 17     | Alžběta Dufková             | Tsjechië            | 75.8189   | 17        | Uitgeschakeld | Uitgeschakeld |
| 18     | Aleksandra Atanasova        | Bulgarije           | 75.4207   | 18        | Uitgeschakeld | Uitgeschakeld |
| 19     | Jasmine Zonzini             | San Marino          | 73.8142   | 19        | Uitgeschakeld | Uitgeschakeld |
| 20     | Kyra Hoevertsz              | Aruba               | 73.4699   | 20        | Uitgeschakeld | Uitgeschakeld |
| 21     | Defne Bakırcı               | Turkije             | 73.2867   | 21        | Uitgeschakeld | Uitgeschakeld |
| 22     | Nada Daabousová             | Slowakije           | 71.3210   | 22        | Uitgeschakeld | Uitgeschakeld |
| 23     | Gabriela Alpajón            | Cuba                | 70.3457   | 23        | Uitgeschakeld | Uitgeschakeld |
| 24     | Natalija Ambrazaitė         | Litouwen            | 69.8135   | 24        | Uitgeschakeld | Uitgeschakeld |
| 25     | Wiktoria Grabowska          | Polen               | 69.2711   | 25        | Uitgeschakeld | Uitgeschakeld |
| 26     | Trinidad López              | Argentinië          | 68.0890   | 26        | Uitgeschakeld | Uitgeschakeld |
| 27     | Natalia Jenkins             | Costa Rica          | 67.8807   | 27        | Uitgeschakeld | Uitgeschakeld |
| 28     | Chau Cheng Han              | Macau               | 62.3529   | 28        | Uitgeschakeld | Uitgeschakeld |